# Молодіжна збірна Гібралтару з футболу
Молодіжна збірна Гібралтару з футболу — молодіжна футбольна збірна, яка представляє Гібралтар у міжнародних змаганнях, контролюється Футбольною асоціацією Гібралтару.

## Історія
1 жовтня 2012 Гібралтар став тимчасовим членом УЄФА. Рішення про постійне членство Гібралтару в УЄФА було прийнято на XXXVII Черговому Конгресі УЄФА 24 травня 2013. Гібралтар був визнаний повноправним членом УЄФА. У травні 2013 ще не була сформована молодіжна збірна. Рішення про створення збірної прийнято в грудні 2016, а в 2017 збірна дебютувала в кваліфікаційному відборі до чемпіонату Європи 2019.

## Виступи начемпіонатах Європи
- 1978 - 2017: не брала участі
- 2019: не пройшла кваліфікацію
- 2021: не пройшла кваліфікацію
- 2023: не пройшла кваліфікацію
- 2025: не пройшла кваліфікацію